# Houghton (Hampshire)
Houghton is een civil parish in het bestuurlijke gebied Test Valley, in het Engelse graafschap Hampshire.